# Смертельные гонки 2050
Смертельные гонки 2050 (англ. Death Race 2050), стилизован на экране как Roger Corman’s Death Race 2050 — американский политический сатирический боевик 2017 года режиссёра Джи Джей Эхтернкампа с Ману Беннеттом, Марси Миллер и Малкольмом Макдауэллом в главных ролях. Является продолжением фильма 1975 года «Смертельные гонки 2000». Продюсером обоих фильмов выступил Роджер Корман, который описал фильм как «картину о гонках на машинах с черным юмором».

## Сюжет
Год 2050-й. В Соединённых Корпорациях Америки, страдающих от перенаселения и безработицы в 99,993 %, «Смертельная гонка» служит развлечением и контролем над численностью населения. В нынешних «Смертельных гонках», проходящих от старого Нью-Йорка до нового Лос-Анджелеса, участвуют действующий чемпион Франкенштейн, генетически модифицированный спортсмен Джед Перфектус, сенсация хип-хопа Минерва Джефферсон, женщина-культистка Тэмми Террористка и злой, чёрный, искусственно интеллектуальный, самодвижущийся автомобиль ABE. Каждому гонщику назначается доверенное лицо — телеведущий, который позволяет зрителям наблюдать за гонкой через виртуальную реальность. Франкенштейна сразу же отталкивает его доверенное лицо, Энни Салливан, и он игнорирует как её попытки взять у него интервью, так и её предложения пропустить соперников.
Пока гонщики мчатся по Восточному побережью, повстанцы, возглавляемые бывшим продюсером телеканала Алексисом Гамильтоном, расставляют ловушки по всему сектору. Тэмми и Минерва начинают ожесточенно соперничать, когда крадут последователей культа друг у друга, чтобы убить. Наткнувшись на ловушку повстанцев, ABE выходит из строя, убивает своего доверенного лица и покидает гонку, чтобы узнать свою цель в жизни. На первой контрольной точке Гамильтон приказывает Энни, которая, как выясняется, является его шпионом, убить Франкенштейна. Её попытка соблазнить его не удается, так как его не волнует ничего, кроме победы в гонке. В другом месте председатель объясняет, что Франкенштейн стал обузой из-за своего долголетия, в то время как Перфектус будет способствовать тому, что его преданные фанаты погибнут от его рук.
На второй день гонки гонщики проезжают через центральную часть страны, известную своими вооруженными гражданами. Доверенное лицо Минервы, Чи Вапп, убит террористом-смертником, посланным Тэмми. Франкенштейн срезает путь по другой наводке, но его машина застревает в кукурузном поле. Пока Энни блуждает, Франкенштейн сражается с группой ниндзя из Сопротивления, чтобы набрать больше очков. Достигнув второй контрольной точки, Энни признаёт себя повстанцем и пытается завербовать Франкенштейна. Франкенштейн, политически апатичный, проклинает и повстанцев, и правительство, повторяя, что его желание — только победа в гонке. В баре Минерва рассказывает Энни, что она образованная интеллектуалка, которая играет стереотипного хип-хоп персонажа, чтобы выжить. Вернувшись в комнату Франкенштейна, Энни спасает его жизнь от Перфектуса, который завидует популярности и сексуальной привлекательности Франкенштейна. Тем временем выясняется, что Гамильтон и Председатель работают вместе за кулисами.
На третий день гонки правительство устанавливает «утверждённые» маршруты для гонщиков, чтобы избежать нападений Сопротивления. Энни помогает Франкенштейну переключить передачу, так как его правая рука была повреждена в схватке с Перфектусом. Минерва преследует Тэмми, но падает с обрыва, чтобы избежать самоубийственного доверенного лица Тэмми. Тэмми злорадствует по поводу смерти Минервы, пока вернувшийся АБЕ не ударяет её о стену и не самоуничтожается, уничтожая их обоих. Франкенштейн и Энни уничтожают Гамильтона и его повстанцев, в то время как Перфектус выбирает тайный путь к финишу. Оба автомобиля борются за позицию, пока Перфектус не теряет контроль над машиной и не врезается в будку управления виртуальной реальностью. Перед тем как пересечь финишную черту, Франкенштейн передаёт своим фанатам сообщение, в котором говорит, что сам Председатель стоит 1 000 очков. Убив председателя, Франкенштейн, к радости зрителей, призывает их покинуть виртуальную реальность и начать свою собственную «Смертельную гонку». В то время как страна впадает в хаос, Франкенштейн и Энни наблюдают за происходящим со стороны, предлагая заселить страну после того, всё закончится.

## В ролях
- Ману Беннетт в роли Франкенштейна, кибернетического ветерана, чемпиона «Смертельной гонки»[2]
- Малкольм МакДауэлл в роли Председателя Объединённых корпораций Америки; пародия на Дональда Трампа с «маленьким начёсом в волосах»[3][4]
- Марси Миллер в роли Энни Салливан, доверенного лица Франкенштейна
- Берт Гринстед в роли Джеда Перфектуса, генетически модифицированного спортсмена, который считает себя идеальным водителем
- Фолаке Оловофойеку в роли Минервы Джефферсон, хип-хоп артистки, ставшей гонщицей
- Анесса Рэмси в роли Тэмми «Террористки», лидера религиозного культа
- Янси Батлер в роли Алексиса Гамильтона, бывшего сетевого продюсера, возглавляющего группу сопротивления
- Чарли Фаррелл в роли Джей Би, мужчины-комментатора Смертельной гонки
- Шанна Олсон в роли Грейс Тикл, женщины-комментатора «Смертельной гонки» и интервьюера
- Лесли Шоу в роли Евы Рокет, доверенного лица Перфектуса
- Ди Си Дуглас в роли ABE (голос), злого, управляемого ИИ, самодвижущегося гоночного автомобиля
- Пьер Паоло Гойя Кобашигава в роли Чи Ваппа, доверенного лица Минервы
- Себастьян Льоса в роли Стива, гражданского лица, который наблюдает за «Смертельной гонкой» в VR через POV Энни
- Хелен Лорис в роли доктора Кример, программиста ABE.

## Производство

### Разработка
Идея создания продолжения оригинального фильма возникла у Кормана во время интервью с итальянским журналистом, который заметил, что «Голодные игры» имеют сходство со «Смертельной гонкой 2000». Корман связался с Universal Pictures, которая сняла современный ремейк (в котором, по мнению Кормана, было выброшено слишком много политических комментариев оригинала), и обсудил вопрос возвращения мрачной сатиры оригинала. Корман сказал им: «Вы проделали хорошую работу, но вы убрали убийства пешеходов и темы разрушенного общества».

### Съемки
Съемки фильма начались, когда Корману было за 80, и во время президентских выборов в США в 2016 году. В фильме фигурирует бизнесмен, глава Соединённых корпораций Америки, имеющий некоторое внешнее сходство с бизнесменом и политиком Дональдом Трампом, который участвовал в выборах 2016 года. Корман сказал интервьюеру: «У президента есть прическа, которая может приближаться к прическе Трампа, но я не хочу слишком углубляться в это, потому что Трамп придёт и уйдёт, а фильм останется».

## Релиз

### Домашние носители
Фильм был выпущен в США на DVD и на DVD/Blu-ray с тремя документальными фильмами: The Making of 2050, The Look of 2050 и Cars! Cars! Cars!" (с англ.). В Великобритании фильм вышел 20 марта 2017 года.

### Приём
Смертельные гонки 2050 получили положительные отзывы от критиков, однако крайне негативные от зрителей. По состоянию на декабрь 2022 года фильм имеет рейтинг одобрения 86 % на Rotten Tomatoes, основанный на восьми рецензиях со средней оценкой 6,8/10, но зрительский рейтинг состоявляет 33 %.
Крис Александр, написавший для ComingSoon.net, назвал фильм «громким, пронзительным, спазматическим, садистским, стильным, небрежным, глупым и умным в равных мерах». Скотт Вайнберг, рецензируя фильм для Nerdist, сказал: «Всё очень неуклюже, ветхо и китчево, но это лишь часть очарования „лохматой собаки“». Себастьян Завала написал для Screenanarchy.com, что «в фильме достаточно крови, кишок, упрощённых политических комментариев, жевания декораций и ужасных спецэффектов, чтобы он стал культовой классикой».